# Замок Баллімаліс

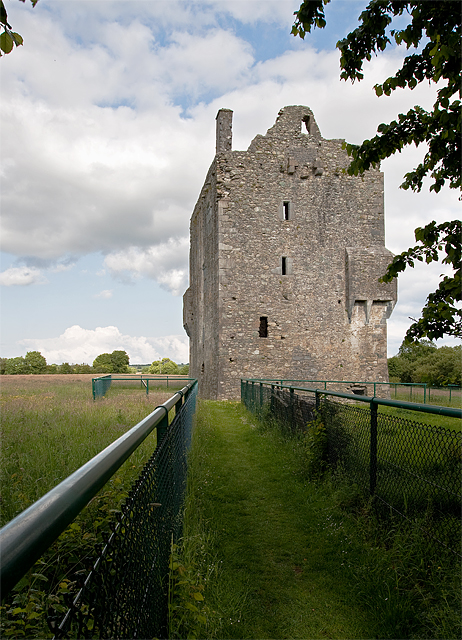
Руїни замку Баллімаліс.

Замок Баллімаліс (англ. Ballymalis Castle, ірл. Caisleán Bhéal Átha Málais) — замок Бел Аха Малайс — один із замків Ірландії, розташований в графстві Керрі, за 4,3 км (2,7 милі) на північний захід від міста Бофорта, на північному березі річки Лаун, недалеко від злиття цієї річки з річкою Каддаг. Нині замок Баллімаліс пам'ятка історії та архітектури національного значення. Переклад ірландської назви замку — «місто Броду Малайс».

## Історія замку Баллімаліс
Замок Баллімаліс був побудований на початку XVI століття ірландським кланом О'Мурхертайг (ірл. Ó Muircheartaigh) — О'Моріарті. Назву клану можна переккласти як «навігатор» або «знавець моря». Пізніше наприкінці XVI століття цей замок перейшов у володіння клану О'Фергус (О'Ферріс). Одним із власників замку був Мурроу Мак Овен Ферріс. У 1677 році замок і землі навколо нього були конфісковані у власників і даровані королем Англії Френсісу Брюстору (? — 1702) — письменнику, торговцю, громадянину міста Дублін, лорд-меру Дубліна. У 1692 році він подав у парламент Ірландії докази зловживання владою в Ірландії. Він був призначений одним з 7 комісарів, що розслідували законність власності маєтків. Але його доповідь розслідування відмовились підписати інші комісари комісії. Він був автором низки есеїв про торгівлю та навігацію, автором книги «Дискурс Ірландії та різні інтереси», в якій критикував політику Англії в Ірландії. Потім замок перейшов у власність родини Егар. У середині ХІХ століття замок належав Томасу Егару. Він обміняв сусідні землі Макросс та землі замку Баллімаліс з Едвардом Гербертом. Молодший син Томаса — Джон Егар був відправлений до Балліхара, тоді як його старший син Джеймс Егер жив у замку Баллімаліс. Замок у той же час був домом для Роберта Гілліарда. Замок був розділений на дві частини.
Замок баштового типу, частково реставрований. Вежа прямокутна, має 4 поверхи та мансарду. Замок має башточки на південно-західному та північно-східному кутах вежі. У замку є каміни, димарі, оздоблені вікна.